# Frederick McKinley Jones
Frederick McKinley Jones (Cincinatti, 17 mei 1893 – Minneapolis, 21 februari 1961) was een Amerikaans uitvinder die een mobiele airconditioner voor vrachtwagens uitvond, waarmee het eenvoudiger werd om bederfbare goederen over langere afstanden te vervoeren.

## Biografie
Jones werd op 17 mei 1893 geboren als kind van een blanke vader en een zwarte moeder. Zijn moeder verliet hem op jonge leeftijd en zijn vader had moeite om hem alleen op te voeden waardoor hij geadopteerd werd door een priester. 
Jones overleed op 21 februari 1961 in Minneapolis op 67-jarige leeftijd.

## Vroege carrière
Op zijn 14e werkte hij al als automonteur, waar hij grote aanleg voor had. Hij leerde zichzelf na dienst te hebben gedaan in de Eerste Wereldoorlog elektrotechniek aan en vond een apparaat uit waarmee geluid en beeld in films kon worden samengevoegd. 
Hierdoor leerde hij Joseph A. Numero kennen die hem in 1930 inhuurde om de geluidsapparatuur van zijn bedrijf Cinema Supplies Inc. te verbeteren.

## Airconditioning en Thermo King
Omstreeks 1938 vond hij een mobiele airconditioner voor vrachtwagens uit, waarvoor hij in 1940 een patent kreeg. Numero verkocht zijn bedrijf en ging een partnerschap met Jones aan. Samen richtten ze het bedrijf U.S. Thermo Control Company op, wat later werd hernoemd naar Thermo King Corporation.
Tijdens de Tweede Wereldoorlog werden de vrachtwagenairconditioners van Jones veel gebruikt door de Amerikaanse strijdkrachten. Thermo King bestaat nog steeds en is een grote speler op de markt voor transportkoelsystemen.